# キングスナイト
『キングスナイト』 (KING'S KNIGHT) は、1986年9月18日にスクウェア（現スクウェア・エニックス）から発売されたゲームソフト。ジャンルはシューティングゲームおよびフォーメーションRPG。 
後にMSX用ソフトとして発売された他、PC-8801mkIISR、X1では『キングスナイト・スペシャル』というタイトルで発売された。
ファミリーコンピュータ版は2007年11月27日よりWiiのバーチャルコンソールで、2014年2月5日よりニンテンドー3DSのバーチャルコンソールで、2016年7月6日よりWii Uのバーチャルコンソールで、それぞれ配信されている。
本作は4人の勇者がドラゴンにさらわれたお姫様を救い出すという物語である。ジャンルは「フォーメーションRPG」と銘打たれているが、実際には縦スクロールシューティングゲームである。1ステージにつき1人の勇者を操作して敵を倒したり、アイテムを取ったりしながら4つのステージを攻略し、ドラゴンのいる最終ステージを目指す。勇者のHPが0になったり、スクロール画面と障害物にはさまれたりするとそのステージはクリア失敗となり、その勇者が死亡したまま次のステージに進むことになる。最終ステージでは、4人全員が生き残っていないとドラゴンに勝つことはできず、失敗したステージをコンティニューでやり直して全員が生き残るようにしなければならない。
2016年9月18日の「東京ゲームショウ2016」にて30年ぶりとなる続編『キングスナイト –Wrath of the Dark Dragon-』が発表、2017年9月13日にスマートフォン用ゲームアプリとして配信が開始された。2018年6月26日サービス終了。

## ゲーム内容

### アイテム
命の石（HPアップ）
形状は上向きの矢印。HPを回復させる。
ニセ命の石（HPダウン）
形状は下向きの矢印。HPをダウンさせる。
カーラムの石（???）
世界に2つだけ存在。奇跡が起きる。

### 古代の宝
ステージ1～4に4つずつ配置され、1つ取るとレベルが1つあがる。
力の石（ジャンプ力UP）
形状はスプリング。素早くジャンプできるようになる。
速さの靴（スピードUP）
形状は靴。移動速度をアップさせる。
力の水晶（攻撃力UP）
攻撃力がアップ。弾の数も増える。
守りの楯（防御力UP）
形状は楯。防御力がアップ。

### 勇者の魔法
ステージ1～4に1つずつパーツが配置され、1つ取るとレベルが1つ上がる。パーツを全て揃えることにより、ステージ5で1回ずつ使用可能となる。1つでも欠ければ使用することはできない。
ネイザス
火を象徴する魔法。画面内にいるカッパを焼き払う。
バルバス
土を象徴する魔法。画面内のモノリスを破壊できる。モノリスは途中で行き止まりになるためこれのみ必須の魔法となる。
セチューン
水を象徴する魔法。一角獣を龍に変身させる（無敵状態・攻撃不可）。
ザイネン
風を象徴する魔法。ファミリーコンピュータ版はペガサスを召喚する（無敵状態・攻撃可能）、MSX版は敵を金縛りにして攻撃させないようにする。

### ローテーション
ステージ5に配置されたアイテムで、取るとフォーメーションが変わる。
ライト
フォーメーションが時計回りに1つ変更される
レフト
フォーメーションが反時計回りに1つ変更される
ランダムチェンジ・ライト
フォーメーションが時計回りにランダムで変更される
ランダムチェンジ・レフト
フォーメーションが反時計回りにランダムで変更される。なおMSX版ではランダムチェンジ・ライト、レフトの区分は無く、ランダムチェンジのみ用意されている

### 勇者の剣
ステージ5に配置されている3本の剣。単体では効果を成さないが、全て集めるとボスのトルフィダンの撃破が可能となる。
レッドアース
まんが攻略本においてトビーが使用。
シルバームーン
まんが攻略本においてカリバが使用。
グレートサン
まんが攻略本においてバルーサが使用。
聖剣フィクサー
3本の剣が集まった聖剣でまんが攻略本においてレイジャックが使用。

## 設定

### ストーリー
太古の昔、文明を持たない人類をドラゴン一族が支配していた。隆盛を誇ったドラゴン一族が衰退し、暗黒時代に身に付けた魔法を使って人間に姿を変え、各地の国王となることによって一族の命脈を保っていた。おごりのない寛容さで国民の信頼を得ていたオルセア国王の王女、クレア姫もドラゴン一族の一員となる。
古代マラルリには、世界の均衡を保つ「現在」「過去」「未来」の時を成す三本の剣を有する者こそが古より世の覇者になるという言い伝えがあった。
そして、その三本の剣を持つドラゴンが支配するイザンデ王国は、隣り合うオルセア王国と友好関係にあった。
ある日、オルセア王国のクレア姫がイザンデ王国の暗い岩に囲まれた古城に捕らわれてしまった。オルセア王は、重臣たちを集め、勇者の称号を持つ老魔術師のカリバ、一角獣バルーサ、ナイフ投げを得意とする盗賊のトビー、そして、少年騎士レイジャックをイザンデ王国に差し向けるよう命じる。
人里離れた場所に住む彼らは、声援を受けそれぞれの里を旅立ち、蒼きドラゴンの居城で出会う。

### ステージ構成
ステージ1・草原地帯
操作キャラクターはレイジャック。難易度は低い。
ステージ2・廃墟の街
操作キャラクターはカリバ。障害物が多い。
ステージ3・夜の森
操作キャラクターはバルーサ。同じ森だがステージ1より難易度は高い。
ステージ4・砂漠と海
操作キャラクターはトビー。水の中を歩く場面が多く、動き難い。
ステージ5・ガルガチュア城
これまでのステージをクリアしたキャラクターが1つのユニットを形成して登場するが、攻撃は先頭のキャラのみでステータスも先頭キャラのものが反映される。難易度は最高。

## キャラクター
レイジャック
剣と鎧に身を固めたナイトで、4人の中ではリーダー格にあたる。剣からショットを放つ。バランスに優れた能力で、扱いやすい。
「まんが攻略本」（後述）によると戦った経験がまるでない平民だが、勇敢さに溢れる少年。他の3人同様にオルセアで崇拝される神カーラムの神託を受けた事でクレア姫救出に名乗りを上げた。騎士の装備は城から借り受けたもの。オルセア王国の片田舎、貧しいながらも平和な村で生まれ育った純朴な少年。王宮の中で王女クレアの肖像画を見たことがある。
カリバ
白い髭が特徴の老ウィザード。武器は魔法弾。ジャンプ力に優れる。獅子の像に強い。
「まんが攻略本」によると、かつて関わった戦いで仲間を救う事が出来なかった過去を持つ。クレア姫を誘拐されたオルセアはイザンデとまさに一触即発の状態で、もし自分たちが救出に失敗すれば戦争が勃発して自分が味わった悲劇が繰り返されると考え戦いに臨んでいた。ステージ後半の舞台となる廃墟は、彼にとって因縁の地である。どんなことにも動じない筈の孤高の魔術師だったが、ドラゴンによって廃墟とされた町を見て、戦いに参加することになった。
バルーサ
恐竜のような外見のモンスターで、狂暴な見た目に反して心優しい性格をしている。口から炎を吐いて戦う。防御力が高い。竜の像に強い。
「まんが攻略本」によると弱っていたところをクレア姫に助けられ、以後遊び相手になったという。気弱な性格で、姫が襲われた時はそばにいながら彼女を救えなかった。その事を悔やんでいたが、イザンテ国王の言うことが信じられなくなり、裏切者の烙印を押されてしまった。神託を受けた事で勇気を振り絞って姫の救出に向かう。なおゲームの最終ステージ・イザンデ城において、バルーサを先頭にして使う魔法で出現する龍はバルーサが魔法の力で変身したもの。
トビー
シーフの少年で、4人の中では最年少である。武器は投げナイフ。動きが素早い。悪魔の像に強い。
「まんが攻略本」においては、そばかす顔の少々小生意気な少年。若干の戦闘経験もある事が示唆されていた。クレア姫がさらわれたと聞いても、日々の生活の方が大切だった。しかしドラゴン一族の脅威が増すにつれて世の中が暗くなり、人の心もすさんでくると、今までのように１人で生きていく事が容易ではなくなる事に気が付いた。盗みの仕事を終えた後、手に入れた宝石を眺めながら「宝石よりも美しい」といわれるクレア姫を一度見てみたいと考えていたところで神託を受け、彼の望みは思いもよらない形で叶えられる事となった。

## 移植版
| No. | タイトル                   | 発売日                       | 対応機種         | 開発元                 | 発売元                 | メディア                              | 型式 | 売上本数 | 備考                           |
| --- | -------------------------- | ---------------------------- | ---------------- | ---------------------- | ---------------------- | ------------------------------------- | ---- | -------- | ------------------------------ |
| 1   | キングスナイト             | 1986年11月                   | MSX              | スクウェア             | スクウェア             | ロムカセット                          | -    | -        |                                |
| 2   | キングスナイト・スペシャル | 1987年6月                    | PC-8801mkIISR X1 | スクウェア企画・開発部 | スクウェア             | フロッピーディスク                    | -    | -        |                                |
| 3   | キングスナイト             | 2007年11月27日 2008年3月24日 | Wii              | スクウェア             | スクウェア・エニックス | ダウンロード （バーチャルコンソール） | -    | -        | ファミリーコンピュータ版の移植 |
| 4   | キングスナイト             | 2014年2月5日                 | ニンテンドー3DS  | スクウェア             | スクウェア・エニックス | ダウンロード （バーチャルコンソール） | -    | -        | ファミリーコンピュータ版の移植 |
| 5   | キングスナイト             | 2016年7月6日                 | Wii U            | スクウェア             | スクウェア・エニックス | ダウンロード （バーチャルコンソール） | -    | -        | ファミリーコンピュータ版の移植 |

MSX版
ファミリーコンピュータ版とはマップが微妙に異なるものの、基本的には同内容。キャラクターが2色表示になっているなど、見た目の印象はファミコン版と比べて劣る。
画面右に情報ウインドゥが設けられ、各種アイテムをどれだけ取ったか（すなわち各能力値がどれだけ向上したか）と魔法アイテムを確保したかが一目で分かるようになっている。これはファミコン版よりもユーザーフレンドリーで、よりRPGらしさを感じさせる表示仕様である。
MSXゲームでは8ドット単位でのスクロールが主流だった中、広告では「4ドット単位でのスクロール」が強調されていた。しかし実際には、スクロールのたびにゲームの処理が止まり、自キャラ・敵キャラ共に金縛りにあうことが延々と繰り返された。そのため、ゲーム自体の完成度は高いとは言えない。
コンティニュー機能がある。バグもある。
パッケージイラストはファミコン版と同じものが使用された。
PC-8801mkIISR／X1版
『キングスナイト・スペシャル』のタイトルで発売された。MSX版同様、画面右に情報ウインドゥが設けられている。ステージ毎に迷宮が追加され、様々な仕掛けやファミコン版にはないアイテムがあり、それらの謎を解いていく必要があるなど、よりRPG的な内容強化が図られている。
ビジュアルシーンも追加されている。パッケージイラストはアニメーターの塩山紀生の手によるものである。
その他
MSX2版、および富士通FM-7版「スペシャル」も開発されていたが、発売中止となった。

## 評価
ファミリーコンピュータ版
ゲーム誌『ファミリーコンピュータMagazine』の読者投票による「ゲーム通信簿」での評価は以下の通りとなっており、19.27点（満30点）となっている。
| 項目 | キャラクタ | 音楽 | 操作性 | 熱中度 | お買得度 | オリジナリティ | 総合  |
| 得点 | 3.00       | 3.61 | 3.34   | 3.33   | 2.96     | 3.03           | 19.27 |

## 関連書籍
飛鳥新社が2種類の攻略本を発売した。共に企画・編集はマイクロデザイン出版局（現：マイクロマガジン社）で、奥付記載の発行日は1986年10月。従来までと同じゲーム画面の写真をふんだんに使用した攻略本「ファミリーコンピュータパーフェクト攻略本(1)　キングスナイト パーフェクト攻略本」はアイテムの位置を克明に記したマップも掲載され、最終面の攻略記事については袋とじという形で掲載した。プロローグからゲーム中の展開、そしてエンディングまでをも漫画で表現した「キングスナイト　まんが攻略本」は、作画を当時マイクロデザイン出版局での仕事が多かった漫画家のおおやま黎が担当（但しカバーや扉に作者名の明記はなく、奥付で英語表記にて記されている）。各キャラクターのバックボーンが描かれていたり、全体の流れを漫画ならではの躍動感溢れる作画で表現しているなど、コミカライズ版としても楽しめる。
当時流行していたゲームブックも発売されている。タイトルは「キングスナイト クレア姫を救え！」で、著者はMDクラブ。この名前からも分かる通りこちらもマイクロデザイン出版局の企画・編集だが、本文の執筆はフリーのライターが担当。発売は1986年6月2日と、ソフト自体より3ヶ月早かった。スクウェア自ら発行した形で「スクウェアゲームブックス」というシリーズ名も冠されてはいるが、当時スクウェアは出版事業を手がけておらず、フジサンケイグループの扶桑社から出版された。こちらはレイジャックを主人公としたオリジナルストーリーで、ゲームからはクレア姫とトビーが登場。設定や展開はゲーム版と比べて大幅に異なっている。
以上の様にマイクロデザイン出版局との繋がりが深い本作だが、これは同社の親会社である広告代理店・マイクロハウスが本作の広告を手がけていた事と関連している。